# Francisco Lachowski
Francisco Lachowski (Curitiba, 13 de maio de 1991) é um modelo brasileiro. Iniciou a carreira em 2008 após ganhar a etapa nacional do concurso Ford Men's Supermodel of the World, na capital São Paulo. Desfilou e fez campanha para Dior, Gucci, Lacoste, Armani, Versace, Tommy Hilfiger, Calvin Klein e vários grandes nomes. Atualmente é o modelo brasileiro com mais seguidores no Instagram, sendo o único com mais de 1 milhão de seguidores. É considerado pelo Models.com um dos "modelos mais sensuais da indústria da moda".

## Biografia e carreira
Filho mais novo de Roberto Lachowski, pai com ascendência polaca, e Maria da Costa Lachowski, mãe de ascendência luso-alemã. Tem duas irmãs, Isabela Lachowski (filha mais velha) e Marcela Lachowski. Nasceu em Curitiba, Paraná, porém viveu até os seus 8 anos de idade em União da Vitória, voltando a Curitiba com sua família. Francisco iniciou a carreira na Europa após vencer um concurso de modelos masculinos em São Paulo - a etapa brasileira do Supermodel of the World de 2008. De acordo com Francisco, a origem por ter ingressado na carreira de modelo foi por causa da sua prima, que era estudante de Design e Moda. Ela lhe pediu ajuda para ser modelo do seu desfile da faculdade. 
"Tudo começou no Brasil, em Curitiba, quando eu tinha 17 anos de idade. Minha prima estudava Design de Moda e ia se formar e ia fazer um daqueles desfiles da faculdade que escalavam alguns modelos de uma agência de Curitiba. Eles precisavam de mais gente para participar e ela me chamou Lembro que ganhava algo como R$ 100. Eu fui e lá conheci um booker que me chamou para ir até a agência para conversar melhor. Acabei fazendo um curso e fiquei sabendo do concurso Super Model BR. Já que eu estava lá, pensei 'Por que não participar?'. Ganhei a etapa que ia para o Paraná, depois São Paulo e no dia da grande final tinha uma fila com milhares de pessoas para tentar entrar no Super Model. Me escolheram e eu fui um dos cinco finalistas. Teve transmissão na TV e tudo e eu ganhei. Tudo isso aconteceu num período de um mês após o desfile da minha prima. Foi no fim de 2008." falou Francisco para uma entrevista da revista Vougue Brasil.
Trabalhou para grandes grifes como Versace, Dolce & Gabbana, Dsquared2, Roberto Cavalli, Mugler, Armani, entre outras.
Estrelou campanhas para Tommy Hilfiger, DKNY, Banana Republic, Dior Homme e L'Oréal Paris e outras, e foi escolhido em 2013 para ilustrar a campanha do perfume Amor Amor, da Cacharel.
Foi capa de grandes revistas internacionais e nacionais como a L’Officiel, Ucrânia e Polônia, GQ Portugal, Harper's Bazaar Tailândia e Sérvia, Made in Brazil, DKT Men Magazine, Risbel Magazine, FV Magazine, Issue, Victor Magazine, etc. 
Foi um dos cinco topmodels (entre homens e mulheres) mais ranqueados no Tumblr em 2013, segundo a Deutsche Welle e outros, e é considerado um dos 50 modelos "top" do mundo. Atualmente encontra-se na categoria Men do Models.com nas listas de Ícones da Indústria e Homens Mais Sexy. Classifica-se em 15º lugar na lista Social (Todas as redes sociais) e em 10º lugar na lista Social (Instagram), sendo o modelo brasileiro com mais seguidores.
Em novembro de 2013, após cerca de 3 anos de namoro, casou-se com a modelo canadense Jessiann Gravel em Pompano Beach, Flórida. Residem no distrito de Brooklyn localizado no estado americano de Nova Iorque com seus filhos Milo Lachowski, nascido em março de 2013, quando ainda eram noivos, e Laslo Lachowski, nascido em novembro de 2016. Francisco trabalhou em várias campanhas com sua esposa e filhos como a Joop!, Bulova, Riachuelo, entre outras.
Além de ter participado do desfile masculino da grife Balmain em 2016/2017, Francisco, junto com Kim Kardashian, Kylie Jenner e a modelo brasileira Alessandra Ambrósio, foi cotado para o elenco do videoclipe Wolves, do disco The Life of Pablo, do cantor Kanye West. A faixa conta com as vozes de Sia e Vic Mensa.  O vídeo é preto-e-branco e faz parte da campanha publicitária da Balmain.
Recebeu o prêmio de Modelo Masculino Internacional no GQ Men of the Year Portugal 2018.

Em março de 2019 lançou o seu primeiro livro, Lachowski Family. Com imagens do fotógrafo Ricardo Gomes e em parceria com a loja BonPoint da grife francesa de roupas infantis, o livro de retrato é um álbum da família, como uma espécie de diário. 
“É o registro do nosso amor, união, paixões e as aventuras que vivenciamos durantes esses meses. São lembranças que nos remetem sobre a importância da vida e de sermos gratos pelos sonhos transformados em realidade”, disse Francisco.
Francisco e sua esposa lançaram em junho de 2020 a sua marca de roupas Till Tomorrow
"Till Tomorrow é uma marca de roupas motivada pelo desejo de oferecer roupas autênticas que abranjam a auto-expressão e a liberdade de movimento. Fundada pelo casal de modelos de alta moda, Jessieann e Francisco Lachowski, que têm mais de uma década de experiências combinadas na indústria. A paixão deles pela moda levou à idealização de Till Tomorrow. A mistura de experiências multiculturais do casal na indústria da moda inspirou nas criações exclusivas da marca a serem criadas com alta qualidade em mente."